# Myrica dentulata
Myrica dentulata är en porsväxtart som beskrevs av Henri Ernest Baillon. Myrica dentulata ingår i släktet porssläktet, och familjen porsväxter. Utöver nominatformen finns också underarten M. d. comorensis.